# Caridade (virtude)

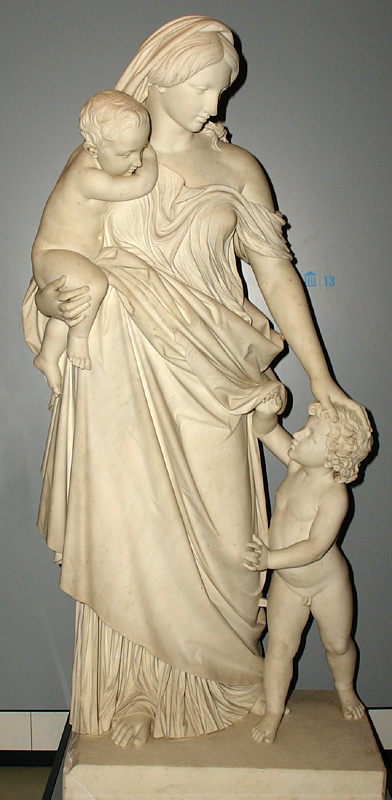
Carl Steinhäuser: "Caritas“

Caridade (Latim: carus, "querido", "amado"), na teologia cristã, é considerada como uma das sete virtudes e entendida por Tomás de Aquino como “a amizade do homem por Deus”, que nos une a Deus e também a considera "a mais excelente das  virtudes". Além disso, Tomás de Aquino afirma que “o hábito da caridade se estende não apenas ao amor de Deus, mas também ao amor ao próximo”.
O Catecismo da Igreja Católica define "caridade" como “(...) a virtude teologal pela qual amamos a Deus sobre todas as coisas e ao próximo como a nós mesmos por amor de Deus.”.

## Amor de Deus
A caridade cristã extrai sua origem do amor de Deus que através de Jesus Cristo e do Espírito Santo foi dado para que o cristão possa retribuir o amor de Deus e do próximo, trata-se então de um dom sendo assim ligado à justificação.